# Curling-Weltmeisterschaft der Herren 1985
Die Curling-Weltmeisterschaft der Herren 1985 (offiziell: Air Canada Silver Broom 1985) war die 27. Austragung (inklusive Scotch Cup) der Welttitelkämpfe im Curling der Herren. Sie wurde vom 25. bis 31. März des Jahres in der schottischen Stadt Glasgow in der Kelvin Hall veranstaltet. 
Die Curling-Weltmeisterschaft der Herren wurde in einem Rundenturnier (Round Robin) zwischen den Mannschaften aus Schottland, Kanada, den Vereinigten Staaten, der Bundesrepublik Deutschland, Schweden, Norwegen, der Schweiz, Dänemark, Italien und England ausgespielt. 
Die Spiele wurden auf zehn Ends angesetzt.
Nachdem Kanada im Vorjahr mit vierten Platz ohne Medaille nach Hause fuhr, bezwang man in diesem Jahr im Finale Schweden mit 6:2 Steinen.

## Teilnehmende Nationen
| BR Deutschland | Dänemark | England | Italien | Kanada                                                                                                  |
| --- | --- | --- | --- | --- |
| CC Schwenningen, Schwenningen Skip: Keith Wendorf Third: Uwe Saile Second: Sven Salle Lead: Andreas Sailer               | Frederiksberg CC, Frederiksberg Fourth: Hans Gufler Third: Steen Hansen Second: Michael Sindt Skip: Frants Gufler | Province of London CC Skip: Bob Martin Third: Ronnie Brock Second: Ian Coutts Lead: John Brown                   | Tofane/Cortina CC, Cortina d’Ampezzo Skip: Andrea Pavani Third: Franco Sovilla Second: Giancarlo Valt Lead: Stefano Morona | Fort William CC, Thunder Bay, ON Skip: Al Hackner Third: Rick Lang Second: Ian Tetley Lead: Pat Perroud |
| Norwegen | Schottland | Schweden | Schweiz | Vereinigte Staaten                                                                                      |
| Brumunddal CC, Oslo Skip: Kristian Sørum Third: Morten Søgaard Second: Morten Skaug Lead: Dagfinn Loen Trainer: Bo Bakke | Ayr CC, Ayr Skip: Billy Howat Third: Robert Clark Second: Robert Shaw Lead: Alistair Henry                        | Sollefteå CK, Sollefteå Skip: Stefan Hasselborg Third: Mikael Hasselborg Second: Hans Nordin Lead: Lars Wernblom | Olten CC, Olten Skip: Markus Känzig Third: Silvano Flückiger Second: Rolf Walser Lead: Mario Flückiger                     | Wilmette CC, Wilmette, IL Skip: Tim Wright Third: John Jahant Second: Jim Wilson Lead: Russ Armstrong   |

## Tabelle der Round Robin
| Schlüssel | Schlüssel                      |
| --------- | ------------------------------ |
|           | Qualifiziert für die Play-offs |
|           | Tie-Breaker                    |

| Platz | Team               | Spiele | Siege | Ndlg. |
| ----- | ------------------ | ------ | ----- | ----- |
| 1.    | Dänemark           | 9      | 6     | 3     |
| 2.    | Vereinigte Staaten | 9      | 6     | 3     |
| 3.    | Kanada             | 9      | 6     | 3     |
| 4.    | Schweden           | 9      | 5     | 4     |
| 5.    | Schottland         | 9      | 5     | 4     |
| 6.    | Norwegen           | 9      | 5     | 4     |
| 7.    | Italien            | 9      | 4     | 5     |
| 8.    | Schweiz            | 9      | 4     | 5     |
| 9.    | BR Deutschland     | 9      | 4     | 5     |
| 10.   | England            | 9      | 0     | 9     |

## Ergebnisse der Round Robin

### Runde 1
| Italien | England |
| 8       | 6       |

| Schweiz | Schweden |
| 8       | 7        |

| Kanada | Schottland |
| 6      | 4          |

| Norwegen | Vereinigte Staaten |
| 8        | 4                  |

| BR Deutschland | Dänemark |
| 7              | 6        |

### Runde 2
| Dänemark | Schweiz |
| 9        | 2       |

| Schottland | BR Deutschland |
| 5          | 0              |

| Vereinigte Staaten | England |
| 13                 | 1       |

| Kanada | Italien |
| 7      | 4       |

| Norwegen | Schweden |
| 6        | 0        |

### Runde 3
| Norwegen | BR Deutschland |
| 10       | 4              |

| Vereinigte Staaten | Italien |
| 8                  | 3       |

| Schweden | Dänemark |
| 6        | 5        |

| Schottland | England |
| 10         | 3       |

| Kanada | Schweiz |
| 8      | 7       |

### Runde 4
| Italien | Schweden |
| 4       | 3        |

| Kanada | England |
| 10     | 2       |

| BR Deutschland | Schweiz |
| 8              | 2       |

| Norwegen | Dänemark |
| 5        | 4        |

| Vereinigte Staaten | Schottland |
| 8                  | 4          |

### Runde 5
| Dänemark | Kanada |
| 6        | 3      |

| Schweden | Schottland |
| 8        | 3          |

| Italien | Norwegen |
| 6       | 2        |

| Vereinigte Staaten | Schweiz |
| 6                  | 5       |

| BR Deutschland | England |
| 9              | 8       |

### Runde 6
| BR Deutschland | Vereinigte Staaten |
| 5              | 4                  |

| Norwegen | England |
| 8        | 6       |

| Schottland | Schweiz |
| 5          | 4       |

| Schweden | Kanada |
| 6        | 3      |

| Dänemark | Italien |
| 6        | 4       |

### Runde 7
| Schweiz | England |
| 7       | 3       |

| Italien | BR Deutschland |
| 10      | 6              |

| Vereinigte Staaten | Schweden |
| 8                  | 4        |

| Dänemark | Schottland |
| 5        | 4          |

| Kanada | Norwegen |
| 6      | 5        |

### Runde 8
| Schottland | Norwegen |
| 9          | 8        |

| Dänemark | Vereinigte Staaten |
| 8        | 6                  |

| Kanada | BR Deutschland |
| 5      | 4              |

| Schweiz | Italien |
| 5       | 3       |

| Schweden | England |
| 11       | 6       |

### Runde 9
| Vereinigte Staaten | Kanada |
| 7                  | 4      |

| Schweiz | Norwegen |
| 6       | 4        |

| Dänemark | England |
| 13       | 7       |

| Schweden | BR Deutschland |
| 9        | 5              |

| Schottland | Italien |
| 9          | 3       |

## Tie-Breaker
Die Mannschaften aus der Bundesrepublik Deutschland, Italien, der Schweiz, Schottland, Schweden und Norwegen spielten den letzten offenen Platz für das Halbfinale und die weiteren Platzierungen aus.

### Runde 1
| Italien | Schweiz |
| 3       | 2       |

| Schottland | Norwegen |
| 7          | 8        |

### Runde 2
| Schweiz | BR Deutschland |
| 7       | 5              |

| Schweden | Schottland |
| 8        | 3          |

## Play-off

### Turnierbaum
|  | Halbfinale | Halbfinale         | Halbfinale |  |  | Finale | Finale   | Finale |
|  |            |                    |            |  |  |        |          |        |
|  |            |                    |            |  |  |        |          |        |
|  | 1          | Dänemark           | 2          |  |  |        |          |        |
|  | 4          | Schweden           | 4          |  |  |        |          |        |
|  |            |                    |            |  |  | 4      | Schweden | 2      |
|  |            |                    |            |  |  | 3      | Kanada   | 6      |
|  | 2          | Vereinigte Staaten | 4          |  |  |        |          |        |
|  | 3          | Kanada             | 9          |  |  |        |          |        |
|  |            |                    |            |  |  |        |          |        |

### Halbfinale
| Schweden | Dänemark |
| 4        | 2        |

| Kanada | Vereinigte Staaten |
| 9      | 4                  |

### Finale
| Team     |  | 1 | 2 | 3 | 4 | 5 | 6 | 7 | 8 | 9 | 10 | Gesamt |
| -------- |  | - | - | - | - | - | - | - | - | - | -- | ------ |
| Kanada   |  | 0 | 0 | 3 | 0 | 1 | 0 | 1 | 0 | 1 | 0  | 6      |
| Schweden |  | 0 | 1 | 0 | 1 | 0 | 0 | 0 | 0 | 0 | 0  | 2      |

## Endstand
| Platz | Land               |
| ----- | ------------------ |
| 1     | Kanada             |
| 2     | Schweden           |
| 3     | Dänemark           |
| 4     | Vereinigte Staaten |
| 5     | Schottland         |
| 6     | Norwegen           |
| 7     | Italien            |
| 8     | Schweiz            |
| 9     | BR Deutschland     |
| 10    | England            |